# Жардецкий, Александр Владиславович
Александр Владиславович Жардецкий (1931—2005) — советский контрразведчик, бывший начальник 3-го Главного управления КГБ СССР, вице-адмирал (1990).

## Биография
Родился 18 сентября 1931 в городе Кимры Калининской области.
После окончания в 1953 году окончил Высшее военно-морское училище им. М. В. Фрунзе (ныне Санкт-Петербургский военно-морской институт), командовал торпедным катером, затем — звеном торпедных катеров 25-й дивизии Тихоокеанского флота (ТОФ). В конце 1958 года с должности командира звена торпедных катеров был направлен на работу в органы государственной безопасности, где проработал в течение последующих 33 лет.
Начал службу с должности оперуполномоченного ОО КГБ по 14-й дивизии крейсеров ТОФ, с января 1959 года — оперуполномоченный ОО КГБ по спецчастям Владивостокского военно-морского гарнизона, с апреля 1960 года на объектах 1-го сектора Особого отдела (ОО) КГБ по ТОФ. С января по сентябрь 1960 года учился в школе КГБ № 201.
После окончания школы, служил старшим оперуполномоченным ОО КГБ по Военно-морской базе «Стрелок» ТОФ. Затем Александр Владиславович занимал должности:
- Начальник ОО КГБ по 9-й отдельной бригаде подводных лодок ТОФ (июнь — октябрь 1961);
- Начальник ОО КГБ по 26-й дивизии подводных лодок ТОФ (октябрь 1961 — август 1965);
- Заместитель начальника ОО КГБ по Камчатской военной флотилии (август 1965 — июнь 1969);
- Начальник сектора ОО КГБ по Балтийскому флоту (БФ, июнь 1969 — октябрь 1971);
- Заместитель начальника ОО КГБ по БФ (октябрь 1971 — март 1975);
- Заместитель начальника 6-го отдела 3-го Управления КГБ СССР (март 1975 — август 1976);
- Начальник 6-го отдела 3-го Управления КГБ СССР (август 1976 — август 1979);
- Заместитель начальника 3-го Управления — 3-го Главного управления КГБ СССР (август 1979 — декабрь 1988);
- 1-й заместитель начальника 3-го Главного управления КГБ СССР (январь 1989 — ноябрь 1990);
- Начальник 3-го Главного управления КГБ СССР (ноябрь 1990 — август 1991)[2].

Был уволен в запас в августе 1991 года. Проживал в Москве.
Умер 11 марта 2005 года в Москве и был похоронен Троекуровском кладбище.
Был награждён орденами Красной Звезды и «За службу Родине в Вооруженных Силах СССР» III степени, удостоен нагрудных знаков «Почетный сотрудник госбезопасности» (1975) и «За службу в контрразведке» III степени, а также награждён многими медалями.